# Laila Youssifou
Laila Youssifou (Amsterdam, 2 januari 1996) is een Nederlands roeister, die in 2020 en 2021 Europees kampioen werd met de Nederlandse dubbelvier. Daarnaast behaalde zij in 2022 op het Europees kampioenschap zilver in de dubbeltwee, en brons in de acht. Op het wereldkampioenschap datzelfde jaar behaalde zij in beide nummers de zilveren medaille. 

## Levensloop
Youssifou is tijdens haar middelbare-schooltijd begonnen met roeien bij roeivereniging Pampus in Almere. Al vrij snel werd haar talent opgemerkt en op haar achttiende nam ze deel aan het junioren-WK in Hamburg. Nadat ze tijdelijk was gestopt met roeien pakte ze tijdens haar studie in Delft toch het roeien weer op en werd ze opgenomen in de nationale selectie. Op de Europese kampioenschappen 2022 in München behaalde Youssifou samen met Roos de Jong zilver in de dubbel-twee. Een maand later wonnen zij op de Wereldkampioenschappen in Račice opnieuw zilver in de dubbeltwee, en amper een uur later ook zilver in de acht.
Op de Olympische Spelen van Parijs in 2024 behaalde Youssifou samen met Tessa Dullemans, Roos de Jong en Bente Paulis zilver in de dubbelvier. De ploeg lag in de finale vrijwel van start tot finish op kop maar werd op de allerlaatste meters toch nog voorbijgesneld door de Britse wereldkampioenen.

## Persoonlijk
Youssifou, dochter van een Ghanese vader en Nederlandse moeder, studeert civiele techniek aan de TU Delft.

## Resultaten

### Olympische Zomerspelen
| Jaar | Plaats | Resultaten          |
| ---- | ------ | ------------------- |
| 2020 | Tokio  | 6e in de dubbelvier |
| 2024 | Parijs | in de dubbelvier    |

### Wereldkampioenschappen
| Jaar | Plaats   | Resultaten       |
| ---- | -------- | ---------------- |
| 2022 | Račice   | in de dubbeltwee |
| 2022 | Račice   | in de acht       |
| 2023 | Belgrado | in de dubbelvier |

### Europese kampioenschappen
| Jaar | Plaats  | Resultaten        |
| ---- | ------- | ----------------- |
| 2018 | Glasgow | in de twee zonder |
| 2020 | Poznań  | in de dubbelvier  |
| 2021 | Varese  | in de dubbelvier  |
| 2022 | München | in de dubbeltwee  |
| 2022 | München | in de acht        |
| 2023 | Bled    | in de dubbeltwee  |